# Batman: A végzet Gothambe érkezik
A Batman: A végzet Gothambe érkezik (eredeti cím: Batman: The Doom That Came to Gotham) 2023-ban bemutatott amerikai 2D-s számítógépes animációs szuperhősfilm, amelyet Christopher Berkeley és Sam Liu rendezett.
Amerikában 2023 március 28-án adták ki DVD-n. Magyarországon 2023. november 3-án mutatta be az HBO Max, míg az HBO-n 2023. november 5-én adták le.

## Szereplők
| Szerep                     | Eredeti hang       | Magyar hang       |
| -------------------------- | ------------------ | ----------------- |
| Batman / Bruce Wayne       | David Giuntoli     | Makranczi Zalán   |
| Kai Li Cain                | Tati Gabrielle     | Staub Viktória    |
| Orákulum / Barbara Gordon  | Gideon Adlon       | Kis-Kovács Luca   |
| Növénylény / Titokzatos nő | Gideon Adlon       |                   |
| Sanjay ”Jay” Tawde         | Karan Brar         | Kenéz Ágoston     |
| Kirk Langstrom             | Jeffrey Combs      | Vida Péter        |
| Grendon                    | David Dastmalchian | Hamvas Dániel     |
| Thomas Wayne               | Darin De Paul      | Schneider Zoltán  |
| James Gordon               | John DiMaggio      | Törköly Levente   |
| Harvey Dent                | Patrick Fabian     | Suhajda Dániel    |
| Alfred Pennyworth          | Brian George       | Bácskai János     |
| Oliver Queen               | Christopher Gorham | Király Attila     |
| Dick Grayson               | Jason Marsden      | Czető Roland      |
| Fiatal Bruce Wayne         | Jason Marsden      | Vida Bálint       |
| Ra’s al Ghul               | Navid Negahban     | Kőrösi András     |
| Talia al Ghul              | Emily O’Brien      | Peller Mariann    |
| Martha Wayne               | Emily O’Brien      | Nemes Takách Kata |
| Lucius Fox                 | Tim Russ           | Papucsek Vilmos   |
| Oswald Cobblepot           | William Salyers    | Epres Attila      |
| Manfurd professzor         | William Salyers    | Csuha Lajos       |
| Jason Blood / Etrigan      | Matthew Waterson   | Mihályfi Balázs   |
| Denevérszellem             | N/A                | Fekete Zoltán     |

### Magyar változat
- Magyar szöveg: Hanák János
- Hangmérnök: Farkas László
- Vágó: Kajdácsi Brigitta
- Gyártásvezető: Kincses Tamás
- Szinkronrendező: Blahó Gergő
- Produkciós vezető: Várkonyi Krisztina

A szinkront az HBO megbízásából a Mafilm Audio Kft. készítette.